# Championnat du Guatemala de football 1977
Navigation
Saison précédente Saison suivante
La Liga Nacional 1977 est la vingt-sixième édition de la première division guatémaltèque.
Lors de ce tournoi, le CSD Municipal a tenté de conserver son titre de champion du Guatemala face aux quinze meilleurs clubs guatémaltèques.
Dans un premier temps, chacun des seize clubs participant était confronté deux fois aux autres équipes de leur groupe et une fois aux équipes des autres groupes. Puis les trois meilleurs des groupes central et du sud-ouest et les deux premiers du groupe nord se sont affrontés deux fois de plus lors de la seconde phase du championnat.
Seulement une place était qualificative pour la Coupe des champions de la CONCACAF et quatre pour la Coupe de la Fraternité.

## Les 16 clubs participants
| \| Guatemala: Aurora FC CSD Comunicaciones CSD Municipal Tipografía Nacional Universidad SC Antigua GFC Guatemala Caminos Chiquimulilla Cobán Imperial Guatemala Juventud Escuintleca CSD Galcasa Juventud Catolica Guatemala Juventud Retalteca Dep. Suchitepéquez Guatemala Deportivo Tiquisate Guatemala Xelaju MC Deportivo Zacapa \| Localisation des clubs engagés dans le championnat. |
| Guatemala: Aurora FC CSD Comunicaciones CSD Municipal Tipografía Nacional Universidad SC Antigua GFC Guatemala Caminos Chiquimulilla Cobán Imperial Guatemala Juventud Escuintleca CSD Galcasa Juventud Catolica Guatemala Juventud Retalteca Dep. Suchitepéquez Guatemala Deportivo Tiquisate Guatemala Xelaju MC Deportivo Zacapa                                                           |

Ce tableau présente les seize équipes qualifiées pour disputer le championnat 1977. On y trouve le nom des clubs, le nom des stades dans lesquels ils évoluent ainsi que la capacité et la localisation de ces derniers.
| Club                    | Stade                            | Capacité          | Ville             |
| Antigua GFC             | Stade Pensativo                  | 10 000            | Antigua Guatemala |
| Aurora FC               | Stade de l'Ejército              | 13 300            | Guatemala City    |
| Caminos Chiquimulilla   | Stade inconnu                    | Capacité inconnue | Chiquimulilla     |
| Cobán Imperial          | Stade Verapaz                    | 15 000            | Cobán             |
| CSD Comunicaciones      | Stade Mateo Flores               | 30 000            | Guatemala City    |
| Juventud Escuintleca    | Stade Ricardo Muñoz Gálvez       | 3 000             | Escuintla         |
| CSD Galcasa             | Stade inconnu                    | Capacité inconnue | Villa Nueva       |
| Juventud Catolica       | Stade inconnu                    | Capacité inconnue | Puerto Barrios    |
| CSD Municipal           | Stade Mateo Flores               | 30 000            | Guatemala City    |
| Juventud Retalteca      | Stade Óscar Monterroso Izaguirre | 8 000             | Retalhuleu        |
| Deportivo Suchitepéquez | Stade Carlos Salazar Hijo        | 12 000            | Mazatenango       |
| Tipografía Nacional     | Stade La Pedrera                 | Capacité inconnue | Guatemala City    |
| Deportivo Tiquisate     | Stade Municipal de Tiquisate     | Capacité inconnue | Tiquisate         |
| Universidad SC          | Stade de la Revolución           | 5 000             | Guatemala City    |
| Xelaju MC               | Stade Mario Camposeco            | 11 000            | Quetzaltenango    |
| Deportivo Zacapa        | Stade David Ordoñez Bardales     | 10 000            | Zacapa            |

## Compétition
La compétition se déroule en deux phases:
- La première phase : vingt journées de championnat.
- La seconde phase : quatorze journées de championnat entre les huit meilleures équipes de la première phase.

### Première phase
Lors de la première phase les seize équipes affrontent à deux reprises les autres équipes de leur groupe et une fois celles des autres groupes selon un calendrier tiré aléatoirement.
Les trois meilleures équipes des groupes central et sud-ouest et les deux meilleures du groupe nord sont qualifiées pour la seconde phase du championnat.
Le classement est établi sur l'ancien barème de points (victoire à 2 points, match nul à 1, défaite à 0).
Le départage final se fait selon les critères suivants :
- Le nombre de points.
- La différence de buts générale.
- Le nombre de buts marqué.

#### Classement
| Rang | Équipe              | Pts | J  | G  | N | P  | Bp | Bc | Diff |
| ---- | ------------------- | --- | -- | -- | - | -- | -- | -- | ---- |
| 1    | CSD Comunicaciones  | 31  | 20 | 13 | 5 | 2  | 53 | 13 | +40  |
| 2    | CSD Municipal T     | 27  | 20 | 11 | 5 | 4  | 38 | 16 | +22  |
| 3    | Aurora FC           | 24  | 20 | 9  | 6 | 5  | 26 | 16 | +10  |
| 4    | CSD Galcasa         | 24  | 20 | 9  | 6 | 5  | 21 | 18 | +3   |
| 5    | Tipografía Nacional | 8   | 20 | 2  | 4 | 14 | 13 | 42 | -29  |
| 6    | Antigua GFC P       | 6   | 20 | 3  | 0 | 17 | 18 | 64 | -46  |

| Rang | Équipe                  | Pts | J  | G  | N | P  | Bp | Bc | Diff |
| ---- | ----------------------- | --- | -- | -- | - | -- | -- | -- | ---- |
| 1    | Xelaju MC               | 31  | 20 | 12 | 7 | 1  | 30 | 12 | +18  |
| 2    | Deportivo Tiquisate     | 25  | 20 | 10 | 5 | 5  | 35 | 23 | +12  |
| 3    | Juventud Retalteca      | 22  | 20 | 8  | 6 | 6  | 24 | 21 | +3   |
| 4    | Juventud Escuintleca    | 19  | 20 | 6  | 7 | 7  | 26 | 26 | 0    |
| 5    | Universidad SC          | 17  | 20 | 5  | 7 | 8  | 21 | 29 | -8   |
| 6    | Deportivo Suchitepéquez | 6   | 20 | 1  | 4 | 15 | 13 | 38 | -25  |

| Rang | Équipe                  | Pts | J  | G | N  | P | Bp | Bc | Diff |
| ---- | ----------------------- | --- | -- | - | -- | - | -- | -- | ---- |
| 1    | Cobán Imperial          | 23  | 18 | 9 | 5  | 4 | 31 | 23 | +8   |
| 2    | Juventud Catolica       | 20  | 18 | 6 | 8  | 4 | 28 | 19 | +9   |
| 3    | Deportivo Zacapa        | 15  | 18 | 2 | 11 | 5 | 18 | 25 | -7   |
| 4    | Caminos Chiquimulilla P | 14  | 18 | 3 | 8  | 7 | 15 | 25 | -10  |

| Légende : Qualifications et relégations | Légende : Qualifications et relégations     |
| --------------------------------------- | ------------------------------------------- |
|                                         | Qualifié pour la seconde phase              |
|                                         | T Tenant du titre P Promu de la saison 1976 |

### Seconde phase
Lors de la seconde phase, les huit équipes qualifiées affrontent à deux reprises les autres équipes selon un calendrier tiré aléatoirement.
Le premier de la seconde phase est sacré champion du Guatemala.
Le classement est établi sur l'ancien barème de points (victoire à 2 points, match nul à 1, défaite à 0).
Le départage final se fait selon les critères suivants :
- Le nombre de points.
- La différence de buts générale.
- Le nombre de buts marqué.

#### Classement
| Rang | Équipe              | Pts | J  | G  | N | P | Bp | Bc | Diff |
| ---- | ------------------- | --- | -- | -- | - | - | -- | -- | ---- |
| 1    | CSD Comunicaciones  | 22  | 14 | 8  | 6 | 0 | 18 | 5  | +13  |
| 2    | CSD Municipal T     | 21  | 14 | 10 | 1 | 3 | 30 | 11 | +19  |
| 3    | Aurora FC           | 20  | 14 | 8  | 4 | 2 | 22 | 7  | +15  |
| 4    | Deportivo Tiquisate | 11  | 14 | 4  | 3 | 7 | 13 | 15 | -2   |
| 5    | Xelaju MC           | 11  | 14 | 4  | 3 | 7 | 10 | 19 | -9   |
| 6    | Juventud Catolica   | 10  | 14 | 2  | 6 | 6 | 6  | 15 | -9   |
| 7    | Juventud Retalteca  | 9   | 14 | 1  | 7 | 6 | 16 | 25 | -9   |
| 8    | Cobán Imperial      | 8   | 14 | 3  | 2 | 9 | 11 | 29 | -18  |

| Légende : Qualifications et relégations | Légende : Qualifications et relégations                                                                               |
| --------------------------------------- | --- |
|                                         | Coupe des champions de la CONCACAF 1979 (Tour d'entrée non connu) Coupe de la Fraternité 1979 (ru) (Quarts de finale) |
|                                         | Coupe de la Fraternité 1979 (ru) (Quarts de finale)                                                                   |
|                                         | T Tenant du titre |

## Bilan du tournoi
| Championnat du Guatemala de football 1977           |                     |
| Champion                                            | CSD Comunicaciones  |
| Dauphin                                             | CSD Municipal       |
| Qualifications continentales                        |                     |
| Coupe des champions 1979 (Tour d'entrée non connu)  | CSD Comunicaciones  |
| Coupe de la fraternité 1978 (ru) (Quarts de finale) | CSD Comunicaciones  |
| Coupe de la fraternité 1978 (ru) (Quarts de finale) | CSD Municipal       |
| Coupe de la fraternité 1978 (ru) (Quarts de finale) | Aurora FC           |
| Coupe de la fraternité 1978 (ru) (Quarts de finale) | Deportivo Tiquisate |
| Promotions et relégations                           |                     |
| Promus en Liga Nacional de Guatemala                | Deportivo Amatitlán |
| Promus en Liga Nacional de Guatemala                | CSD Pensamiento     |
| Relégués en Primera División de Guatemala           | Aucun               |